# マスターマインド (アメリカのバンド)
マスターマインド (Mastermind) は、ビル・ベレンズとリッチ・ベレンズの兄弟により1986年に結成されたアメリカ合衆国のプログレッシブ・ロックのバンド。

## 歴史
マスターマインドは、ギタリストのビル・ベレンズとドラマーのリッチ・ベレンズの兄弟が、ベーシストのフィル・アントリノと出会った1986年に結成された。その年、バンドはニュー・ジャージーのクラブで演奏し、セルフ・プロデュースによりカセット・テープ『ヴォリューム・ワン』を録音した。
『ギター・プレイヤー・マガジン』で注目された彼らは、マグナ・カルタ・レコードと契約した。リリースのスケジュールが遅れたため、マスターマインドは小さな独立系レーベルであるZNR Recordsに変更せざるを得なくなり、最終的には1990年12月にCDとして『ヴォリューム・ワン』を再リリースした。
彼らのセカンド・アルバム『ブレインストーム (VOL.2)』は、1988年の冬から1991年の春に録音され、1992年1月にリリースされた。約20分のタイトル曲はエマーソン・レイク・アンド・パーマーの「タルカス」を彷彿させるものでコンサートのハイライトとなった。
1993年の半ばから1994年の初めに、兄弟は彼らのサード・アルバム『トラジック・シンフォニー』を完成させ、1994年11月に日本で最初にリリースされた。世界的には1995年6月にリリースされた。
1996年の初めまでに彼らの4枚目のアルバム『アンティル・エターニティー』が完成し、1996年6月に日本でリリースされた。ヨーロッパと北アメリカでは1996年10月にリリースされた。
アルバムのセールスが好調であるため、最初の2枚のアルバムがヨーロッパと日本で再リリースされた。1997年にマスターマインドは日本公演を行い、ヨーロッパのフェスティバルで演奏し、ニュージャージーでラッシュのサポートを務めた。

## メンバー

### 最新ラインナップ
- ビル・ベレンズ (Bill Berends) - ギター、ボーカル
- リッチ・ベレンズ (Rich Berends) - ドラムス、パーカッション
- トレイシー・マクシェイン (Tracy McShane) - ボーカル
- イェンス・ヨハンソン (Jens Johansson) - キーボード ※スタジオのみ

## ディスコグラフィ

### スタジオ・アルバム
- 『ヴォリューム・ワン』 - Mastermind Volume One (1990年)
- 『ブレインストーム (VOL.2)』 - Mastermind Volume Two: Brainstorm (1991年)
- 『トラジック・シンフォニー』 - Mastermind III: Tragic Symphony (1994年)
- 『アンティル・エターニティー』 - Mastermind IV: Until Eternity (1996年)
- 『エクセルシア!』 - Excelsior!' (1998年)
- 『エンジェルズ・オブ・ジ・アポカリプス』 - Angels of the Apocalypse (2000年)
- Insomnia (2010年)

### ライブ・アルバム
- Live in Tokyo (1997年) ※限定盤
- 『ライヴ!』 - Prog, Fusion, Metal, Leather & Sweat - LIVE! (2001年)

### EP
- 『ブロークン』 - Broken (2005年) ※EP

### 参加オムニバス・アルバム
- Cyclops Sampler (1996年) ※サンプラーCD。1曲収録